# Ernest Jansen
Ernest George Jansen (Dundee, 7 agosto 1881 – Pretoria, 25 novembre 1959) fu il terzultimo Governatore generale, in carica dal 1951 al 1959.

## Biografia
Nato nel 1881, si laureò in legge all'Università del Capo di Buona Speranza nel 1905, venendo ammesso alla professione di avvocato difensore (in inglese advocate, equivalente del barrister in Gran Bretagna) nel 1913.
Appassionato difensore degli interessi degli afrikaner, si unì al  National Party nel 1915 e membro del Parlamento dal 1915 al 1920, dal 1921 al 1943, e dal 1947 al 1950.
Nel 1919 fece parte della delegazione che cercò, senza successo, di convincere il Presidente statunitense Woodrow Wilson a richiedere che fosse restaurata l'indipendenza delle vecchie repubbliche boere dello Stato Libero di Orange e del Transvaal.
In Parlamento, Jansen fu Presidente (speaker) della Camera dell'Assemblea dal 1924 al 1929, Ministro degli Affari Indigeni e dell'Irrigazione dal 1929 al 1934 e ancora speaker della Camera dal 1934 al 1943. In questo ruolo fu assai stimato per la sua salda e imparziale presidenza.
Egli fu di nuovo Ministro degli Affari Indigeni nel governo di Daniel François Malan fra il 1948 e il 1950 ma fu ritenuto troppo tenero per la nuova politica di apartheid, essendo il suo dicastero uno dei principali responsabili di tale politica. Per questo fu rimosso e fu nominato per il ruolo politicamente neutrale di Governatore generale carica che assunse il 1º gennaio 1951. Essendo un fervente repubblicano, si rifiutò di indossare la veste cerimoniale, o di prestare giuramento di fedeltà e obbedienza alla Regina Elisabetta II, della quale egli era pur sempre il rappresentante. Jansen tenne la carica fino alla sua morte, avvenuta il 25 novembre 1959.

## Vita privata e culturale
Jansen sposò nel 1912 Martha Mabel Pellissier. Entrambi i coniugi furono importanti figure negli ambienti culturali afrikaner. Nel 1909, Jansen fu tra i fondatori della Suid-Afrikaanse Akademie vir Wetenskap en Kuns ("Accademia Sudafricana delle Scienze e della Arti"), della Saamwerk-Unie ("Cooperazione Unione") nel 1917, della Federasie van Afrikaanse Kultuurvereniging ("Federazione delle Associazioni Culturali Afrikaner") nel 1929 e nel 1930, fu tra i fondatori del movimento giovanile dei Voortrekkers (l'equivalente afrikaner degli scout). Fu inoltre maestro di cerimonia nella posa della prima pietra del Monumento ai Voortrekker, avvenuta nel 1938 e tenne lo stesso ruolo quando tale monumento fu inaugurato il 16 dicembre 1949.